# Вошинво
Вошинво (和勝和, Wo Shing Wo или Хэшэнхэ) — одна из самых влиятельных триад Гонконга, входящая в состав преступного сообщества «Во» (和字頭). В переводе с китайского название триады означает «Гармония, преодолевающая гармонию».

## История
Триада «Вошинво» основана в 1930 году в районе Шам-Шуй-По, в 1931 году она основала филиал в чайнатауне Торонто, а в 1932 году уже имела 15 отделений в китайских кварталах по всему миру. Во время Второй мировой войны члены «Вошинво» активно сотрудничали с японскими оккупантами, в том числе с карателями. 
После войны за счет китайских беженцев, хлынувших в Гонконг, численность членов «Вошинво» выросла с 5 тыс. до 70 тыс. человек в 1950 году. Во второй половине 90-х годов гонконгское крыло «Вошинво» было разделено на шесть подгрупп и включало около 500 вооруженных боевиков, базировавшихся на Новых Территориях.
В 2002 году в чайнатауне Бирмингема в казино «Чайна Пэлас» произошла массовая стычка между гангстерами из «Вошинво» и «14К», в результате которой семь человек оказались в больнице с ножевыми ранениями, а один из боссов британского отделения «Вошинво» Ман Чунли погиб . К 2005 году «Вошинво» стала крупнейшим торговцем наркотиками в Гонконге.  

## Структура
Триада «Вошинво» имеет сильные позиции в гонконгских районах Монг-Кок и Цим-Ша-Цуй (округ Яучимвон), Шам-Шуй-По, Цюн-Ван, Тай-По, Шёнг-Шуй (округ Норт) и Ван-Чай (округ Ваньчай). Кроме того, отделения триады действуют в Макао и Шэньчжэне, чайнатаунах Лондона, Бирмингема, Манчестера, Амстердама, Роттердама и Торонто, а также в США, Японии, Таиланде и Австралии . 
«Вошинво» занимается розничной торговлей наркотиками (особенно в клубах и барах), рэкетом, азартными играми, выбиванием долгов и сутенерством. Также члены триады контролируют публичные дома и небольшие отели в районе Джордан (округ Яучиммон), торговлю оружием, угнаными автомобилями, контрафактными товарами, подержаными мобильными телефонами и бытовой электротехникой в районе Монг-Кок, маршруты микроавтобусов в Коулуне и на Новых Территориях . «Вошинво» — одна из немногих триад Гонконга, еще придерживающаяся старых традиций китайских тайных обществ. Босс «Вошинво» избирается каждые два года (в 2008-2010 годах эту должность занимал Пун по прозвищу «Разбитый рот», с 2010 года — Шу Цай). Руководители триады имеют обширные коррумпированные связи среди политиков, полицейских и бизнесменов Гонконга.  

### Основные триады сообщества «Во»
- Wo Shing Wo (和勝和)
- Wo Shing Yee (和勝義)
- Wo On Lok (和安樂 или 水房)
- Wo Hop To (和合圖 или 老和)
- Wo Lee Kwan (和利群)
- Wo Kao Chi (和九指)
- Wo Kwan Lok (和群樂)
- Wo Lee Wo (和利和)
- Wo Shing Tong (和勝堂)
- Wo Yau Wo (和友和)
- Wo Yee Tong (和義堂)
- Wo Yung Yee (和勇義)
- Wo Hung Shing (和洪勝)
- Wo Kwan Ying (和群英)
- Wo Luen Shing (和聯勝)
- Wo Yat Ping (和一平)
- Wo Yee Ping (和二平)